# Elias Khoury
Pour les articles homonymes, voir Khoury.
Elias Iskandar Khoury (en arabe : الياس خوري), né le 12 juillet 1948 à Beyrouth et mort le 15 septembre 2024, est un intellectuel libanais de renommée internationale, qui s'est exprimé comme romancier, comme dramaturge et comme critique.
Il publie près de dix romans, traduits dans de nombreuses langues, ainsi que divers ouvrages de critique littéraire. Il écrit trois pièces de théâtre. Il est aussi rédacteur en chef du journal Al-Mulhaq, le supplément hebdomadaire du quotidien libanais Al-Nahar et a participé à la direction de plusieurs autres journaux.

## Biographie
Elias Khoury est né dans une famille de classe moyenne à Achrafieh, un quartier principalement chrétien de Beyrouth.
Il s'engage tout d'abord au sein du mouvement « jeunesse orthodoxe » mené par l’archevêque progressiste Georges Khodor. En 1967, alors que la vie intellectuelle libanaise se polarisait sur le nationalisme arabe et la question palestinienne, Khoury partit visiter un camp de réfugiés palestiniens en Jordanie et décida alors de devenir membre du Fatah, la plus importante organisation au sein de l'Organisation de libération de la Palestine. Il quitta la Jordanie en 1970 après la destruction par les forces armées de ce pays des organisations palestiniennes et le massacre de Septembre noir.
Il partit pour Paris pour continuer ses études. Il y écrivit un mémoire sur la guerre civile libanaise de 1860. Après son retour au Liban, il devint chercheur au centre de recherche de l'Organisation de libération de la Palestine (OLP) à Beyrouth. Il prit part à la guerre civile libanaise qui éclata en 1975, et fut sérieusement blessé, perdant temporairement la vue. Il a voyagé trois fois au Turkménistan.
En 1972, Khoury connaît son premier engagement sur la scène littéraire arabe et se retrouve en tant que membre du comité éditorial du journal Mawaqif, aux côtés d'Adonis, Hisham Sharabi et plus tard, du poète palestinien Mahmoud Darwish. À propos de ce groupe, Khoury fera ultérieurement la remarque qu'il était important, mais marginal : « Nous n'étions ni dans la droite libérale ni dans la gauche traditionnelle. Intellectuellement parlant, nous étions beaucoup plus liés à l'expérience palestinienne. »
De 1975 à 1979, il fut rédacteur en chef de Shu'un Filastiniyyah (Les affaires palestiniennes), le journal du centre de recherches de l’OLP, y collaborant avec Mahmoud Darwish, et de 1981 à 1982 directeur éditorial de Al-Karmel. De 1983 à 1990, il fut directeur éditorial de la section culturelle de Al-Safir. Il a été rédacteur en chef de Al-Mulhaq, le supplément culturel du quotidien Al-Nahar, quand le quotidien a repris sa publication après la guerre civile libanaise.
Il a aussi enseigné à l'université Columbia à New York, à l'université américaine de Beyrouth, à l'université libanaise et à l'université de New York.

## Œuvres littéraires
La première nouvelle d'Elias Khoury est An 'ilaqat al-da'ira (Les liens du Cercle). Elle est suivie par la publication en 1977 du célèbre roman La Petite Montagne, écrite pendant la guerre civile libanaise, qu'il croyait être un catalyseur pour un changement progressiste de la société. Parmi ses autres œuvres connues, Le voyage du Petit Gandhi raconte l'histoire d'un paysan immigré à Beyrouth pendant la guerre civile. La Porte du Soleil (1998) raconte l'épopée des réfugiés palestiniens au Liban depuis la Nakba en 1948 ; dans ce livre le livre, il évoque de façon subtile les idées de mémoire, de vérité et de témoignage. Le livre a été interprété cinématographiquement par le cinéaste égyptien Yousry Nasrallah en 2004 dans le film La Porte du soleil. Il est inspiré des histoires orales des évènements survenus à Ein al-Zeitoun,.
Interviewé par le journal israélien Yediot Aharonot à la suite de l'édition en hébreu du roman, Khoury expliqua :

« ...Quand je travaillais sur ce livre, j'ai découvert que l'“autre” est un miroir de “Je”. Étant donné que j'écris depuis près d'un demi-siècle sur l'expérience palestinienne, il est impossible de lire cette expérience autrement que dans le miroir de l'“autre” israélien. Pour cette raison, quand j'écrivais ce roman, j'ai fait beaucoup d'efforts pour essayer d'éviter les stéréotypes du Palestinien mais aussi les stéréotypes de l'Israélien comme il apparaît dans la littérature arabe et spécifiquement dans la littérature palestinienne de Ghassan Kanafani, par exemple, ou même d'Émile Habibi. L'Israélien n'est pas seulement le policier ou l'occupant, il est l'“autre”, qui a aussi une expérience humaine, et nous avons besoin de cette expérience. Notre lecture de son expérience est un miroir pour notre lecture de l'expérience palestinienne. »

L'un des récents romans de Khoury, Yalo, raconte l'histoire controversée d'un ancien milicien accusé de crimes pendant la guerre civile et décrit l'utilisation de la torture dans le système judiciaire libanais.
Les romans de Khoury sont remarquables pour leur approche complexe à la fois des thématiques politiques et des questions plus fondamentales sur le comportement humain. Ils impliquent souvent un monologue intérieur. Dans ses œuvres récentes, Khoury utilise beaucoup d'éléments de l'arabe familier, même si le langage de ses romans reste principalement l'arabe classique. Cette utilisation du vocabulaire dialectal aide à la crédibilité et à la spontanéité de la voix narrative. Alors que l'utilisation du dialecte au sein des dialogues est très courante dans la littérature arabe moderne, Khoury introduit l'arabe familier dans les narrations, ce qui est inhabituel.
Les œuvres d'Elias Khoury ont été traduites dans de nombreuses langues, dont l'anglais, le français, l’allemand, l’hébreu et l’espagnol.

## Derniers engagements politiques
Al-Mulhaq, sous la direction de Khoury, devint la tribune de l'opposition aux aspects controversés de la reconstruction de Beyrouth après la guerre civile, menée par des politiciens et des hommes d'affaires tels que Rafiq al-Hariri. La destruction de l'héritage architectural de la ville dans le quartier Bourj et l'ancien quartier juif de la rue Ouadi Abou Jamil provoqua particulièrement l'indignation.
En mars 2001, Khoury signa une pétition aux côtés de treize autres intellectuels (comme Mahmoud Darwish, Samir Kassir et Adonis), pétition contre la tenue d'une conférence à Beyrouth niant l'existence de l'holocauste, pétition qui fut louée en France par l'ambassadeur israélien dans un article du quotidien Le Monde. Khoury répondit aux remarques de l'ambassadeur en mettant en avant la répression israélienne de l'intifada d'Al-Aqsa.
Khoury, avec Samir Kassir, Ziad Majed et d'autres intellectuels et militants politiques, s'est impliqué dans la création du Mouvement de la gauche démocratique en 2004.
Il prend part aux manifestations de 2019, disant qu’elles lui permettaient de « retrouver [sa] jeunesse ». Néanmoins, l’espoir et l’optimisme que lui ont apporté ce soulèvement ont très vite été mis à mal par l’effondrement économique, puis par l’explosion du port de Beyrouth.

### Romans
- 1975 Les Liens du cercle
- 1977 La Petite Montagne
- 1981 Les Portes de la ville
- 1981 Visages blancs
- 1989 Le Voyage du petit Gandhi
- 1992 Un parfum de paradis, Arléa (Actes sud, 2007)
- 1993 Le Royaume des étrangers
- 1994 Le Coffret aux secrets
- 1998 La Porte du soleil (Actes sud, 2002), adapté au cinéma en 2004 : La Porte du soleil[3]
- 2000 L'Odeur du savon
- 2004 Yalo, Actes Sud
- 2007 Comme si elle dormait, Actes Sud
- 2009 Le Coffre des secrets, Actes Sud
- 2013 Sinalcol, Actes Sud/L'Orient des livres
- 2018 Les Enfants du ghetto: Je m'appelle Adam, Actes Sud/L'Orient des livres
- 2023 L'Étoile de la mer, trad. Rania Samara (Actes Sud Sindbad)

### Nouvelles
- 1984 La Phrase nominale

### Essais
- 1974 La Recherche d'un horizon
- 1979 De la critique poétique
- 1982 La Mémoire perdue
- 1985 Le Temps de l'occupation
- 1995 Le Petit Homme et la Guerre, Arléa
- La Méditerranée libanaise (vol. 4), avec Ahmad Beydoun,
- 2000 Maisonneuve et Larose
- 2004 Le Petit Homme et la Guerre, réédition en poche Babel, Actes Sud